# ブイグ
ブイグ（仏: Bouygues S.A.）は、フランスの大手建設会社。建設業を中心にメディア・通信事業にも進出している。ユーロネクスト・パリに上場しており、CAC 40構成銘柄の一つ。

## 沿革
1952年にフランシス・ブイグにより創業。当初は主にパリ周辺におけるビル建設を手がけ、1986年には道路建設を手がけるColasグループ（Colas、Screg、Sacer）を事実上傘下に収める。1987年には民営化されたフランスのテレビ局・TF1の経営権を取得したほか、1994年には携帯電話事業者としてブイグテレコムを設立するなど、メディア・通信事業にも進出している。
1996年にはフランス初の多チャンネル衛星放送事業者としてTPS（Télévision Par Satellite）を設立したが、同社は2006年にCanal+に売却されている。
2000年代に入りグループ各社への出資比率を高める動きを見せており、2000年には株式交換によりColasへの出資比率を96.7%にまで引き上げたほか、2007年9月にはブイグテレコムへの出資比率を89.5%としている。
2006年、鉄道車両メーカーのアルストム社の株式21％を買収、2011年には30.7％まで引き上げたが、2019年に一部の株式を売却し保有率は14.7％となった。

## グループの主要事業 （2011年)
- ブイグ建設（Bouygues Construction）(100%) : 公共施設工事建設、エネルギーとサービス
- ブイグ不動産 （Bouygues Immobilier) (100%) : 不動産販売関連事業（住宅、オフィス）
- コラス (96,5%) : 道路建設
- ブイグテレコム (89,5%) : 情報通信事業（携帯電話通信サービス、固定電話、テレビ及びインターネットサービスの提供）
- TF1(43,6%) : メディア（ユーロスポーツを含む）

## 主要株主 (2019年6月30日現在)
- SCDM (マーティン、オリビエブイグ) : 21.7% (経営権: 29,1%)
- 従業員株 : 20.2% (経営権: 26,7%)
- フランス国内 : 24.1% (経営権: 18,8%)
- 外国人への公開株 : 34.0% (経営権: 25,4%)